# تشارلز جاي جيرارد
تشارلز جاي جيرارد (بالإنجليزية: Charles J. Girard)‏ هو عسكري أمريكي، ولد في 23 يناير 1917 في سمتر في الولايات المتحدة، وتوفي في 17 يناير 1970 في Province of Gia Định ‏.